# 1 декабря
1 декабря — 335-й день года (336-й в високосные годы) по григорианскому календарю.
До конца года остаётся 30 дней.
До 15 октября 1582 года — 1 декабря по юлианскому календарю, с 15 октября 1582 года — 1 декабря по григорианскому календарю.
В XX и XXI веках соответствует 18 ноября по юлианскому календарю.

## Праздники и памятные дни

### Международные
- ООН — Всемирный день борьбы со СПИДом.

### Национальные
- Каракалпакстан — День каракалпакского языка.
- Россия:
  - День воинской славы России в честь победы русской эскадры под командованием П. С. Нахимова над турецкой эскадрой у мыса Синоп (1853 год). На самом деле сражение произошло 18 (30) ноября 1853 года.
  - День математика в честь дня рождения Н. И. Лобачевского[2].
- Румыния — День национального единения Румынии (Национальный день).
- Португалия — День независимости.
- Украина — День работников прокуратуры.

### Религиозные
Православие
- Память мученика Платона (302 или 306 год)[5];
- память мучеников Романа диакона и отрока Варула (303 год)[6];
- память мучеников Закхея, диакона Гадаринского, и Алфея, чтеца Кесарийского (303 год)[7];
- память святого Николая Виноградова, исповедника, пресвитера (1948 год);
- Собор святых Эстонской земли.

### Именины
- Платон, Роман[8].

## События

### До XIX века
- 1640 — взятие королевского дворца в Лиссабоне и расторжение Иберийской унии.
- 1774 — вступил в силу торговый бойкот между североамериканскими колониями Британии и метрополией, инициированный первым Континентальным конгрессом.
- 1800 — в Лейпциге основано музыкальное издательство Хофмайстера и Кюнеля, ныне одно из старейших музыкальных издательств мира «Edition Peters».

### XIX век
- 1887
  - В Пекине заключён Договор между Королевством Португалия и маньчжурской Империей Цин о статусе Макао[9].
  - Напечатана повесть «Этюд в багровых тонах», первая книга о Шерлоке Холмсе.
- 1891 — Джеймс Нейсмит придумал игру баскетбол.

### XX век
- 1903 — на экраны вышел первый вестерн «Большое ограбление поезда».
- 1913
  - Установка первой линии конвейерной сборки на заводе компании «Форд Мотор Компани».
  - Крит, получивший самоуправление от Турции после Первой Балканской войны, аннексирован Грецией[10].
- 1918
  - Образовано Королевство сербов, хорватов и словенцев (с 1929 года переименовано в Королевство Югославия)
  - В Москве создан Центральный аэрогидродинамический институт (ЦАГИ).
  - Исландия стала суверенным государством в личной унии с Датским королевством.
- 1919 — 40-летняя леди Астор стала первой женщиной, принявшей участие в заседании Палаты общин Великобритании (была избрана членом парламента 28 ноября).
- 1923 — в Ломбардии, Италия обрушилась плотина Глено, жертвой наводнения стали свыше 300 человек.
- 1924
  - В Эстонии начинается Перводекабрьское восстание.
  - Первый американский клуб НХЛ «Бостон Брюинз» сыграл первый в истории домашний матч в лиге на «Бостон Арене».
- 1925 — в Лондоне подписаны семь Локарнских договоров о западных границах Германии и арбитраже, гарантиях безопасности Польши и Чехословакии и др.
- 1933
  - В Москве состоялось официальное открытие Литературного института имени А. М. Горького.
  - В нацистской Германии принят Закон об обеспечении единства партии и государства[нем.], по которому объявляется, что НСДАП является «главным идеологом всех немцев в Германии, и эта партия неразрывно связана с государством», а также «является органом общественного права».
- 1934 — убийство Сергея Кирова в Ленинграде.
- 1941 — Великая Отечественная война: немецкие войска заняли Красную Поляну, подойдя на 27 км к Московскому Кремлю.
- 1943 — завершилась Тегеранская конференция глав правительств трёх союзных держав СССР (И. В. Сталин), США (Ф. Д. Рузвельт) и Великобритании (У. Черчилль).
- 1945 — основана Международная демократическая федерация женщин.
- 1959 — заключён Договор об Антарктике, согласно которому запрещено использование Антарктиды в каких бы то ни было военных целях.
- 1962 — знаменитое посещение Хрущёвым выставки авангардистов в московском Манеже.
- 1971 — катастрофа Ан-24 под Саратовом, погибли 57 человек.
- 1974 — катастрофа Boeing 727 под Вашингтоном, погибли 92 человека. Крупнейшая авиакатастрофа в Виргинии.
- 1981 — катастрофа югославского MD-81 на острове Корсика, погибли 180 человек.
- 1988
  - Впервые отмечался Всемирный день борьбы со СПИДом, провозглашённый ООН.
  - Захват автобуса с детьми в Орджоникидзе.
- 1989 — Михаил Горбачёв первым из советских лидеров посетил Ватикан.
- 1990 — проходчики, строившие Евротоннель с французской и британской сторон, встретились друг с другом под Ла-Маншем.
- 1991
  - Президентские выборы на Украине и Всеукраинский референдум о независимости.
  - Первые всенародные выборы президента Казахстана.
- 1995 — в Китае открылась Цзитунская железная дорога, на которой 100 % перевозок осуществлялось паровозами.

### XXI век
- 2001 — создана политическая партия «Единая Россия».
- 2005 — в результате слияния Пермской области и Коми-Пермяцкого автономного округа создан новый субъект Российской Федерации — Пермский край.
- 2006 — Закон об однополых браках вступил в силу в ЮАР, впервые на африканском континенте.
- 2009 — В Евросоюзе вступил в силу Лиссабонский договор.
- 2011 — открыт Алма-Атинский метрополитен.
- 2019 — начало вспышки коронавирусной инфекции в городе Ухань.

## Родились

### До XIX века
- 1083 — Анна Комнина (ум. 1153), старшая дочь императора Византии Алексея I Комнина, одна из первых женщин-историков.
- 1716 — Этьен Морис Фальконе (ум. 1791), французский скульптор.
- 1717 — Григорий Теплов (ум. 1779), русский философ, литератор, композитор, художник и государственный деятель.
- 1743 — Мартин Генрих Клапрот (ум. 1817), немецкий химик, открывший химические элементы уран, цирконий, титан, церий, теллур, а также явление полиморфизма.
- 1792 — Николай Лобачевский (ум. 1856), русский математик, создатель геометрии Лобачевского.

### XIX век
- 1819 — Василий Роткирх (ум. 1891), генерал-лейтенант российской жандармерии, подавлявший Польское восстание, литератор.
- 1864 — Карстен Борхгревинк (ум. 1934), норвежский полярный исследователь, первый человек, ступивший на берег Антарктиды.
- 1867 — Игнацы Мосцицкий (ум. 1946), польский химик, президент Польши (1926—1939).
- 1869 — Мирра Лохвицкая (наст. имя Мария; ум. 1905), русская поэтесса.
- 1880 — Спиридон Меликян (ум. 1933), армянский композитор, заслуженный деятель искусств Армянской ССР.
- 1886 — Рекс Стаут (ум. 1975), американский писатель, автор детективных романов.
- 1890 — Василий Блюхер (ум. 1938), советский военный, государственный и партийный деятель, Маршал Советского Союза.
- 1896 — Георгий Жуков (ум. 1974), советский полководец, четырежды Герой Советского Союза.
- 1897 — Андреас Незеритис (ум. 1980), греческий композитор, пианист и педагог.

### XX век
- 1903 — Михаил Царёв (ум. 1987), актёр театра и кино, народный артист СССР.
- 1905 — Вилли Рёгеберг (ум. 1969), норвежский стрелок из винтовки, олимпийский чемпион (1936).
- 1910 — Геннадий Казанский (ум. 1983), советский кинорежиссёр (фильмы: «Старик Хоттабыч», «Снежная королева», «Человек-амфибия» и др.).
- 1912 — Минору Ямасаки (ум. 1986), американский архитектор японского происхождения, автор проекта Всемирного торгового центра в Нью-Йорке, разрушенного в результате теракта 11 сентября 2001 г.
- 1913
  - Платон Воронько (ум. 1988), украинский советский поэт.
  - Георгий Майборода (ум. 1992), украинский советский композитор, дирижёр, педагог, народный артист СССР.
- 1919 — Душан Драгосавац (ум. 2014), югославский партийный и государственный деятель.
- 1922 — Всеволод Бобров (ум. 1979), советский футболист и хоккеист, футбольный и хоккейный тренер, олимпийский чемпион (1956) и чемпион мира (1954, 1956) по хоккею.
- 1923 — Морис де Бевере (ум. 2001), бельгийский карикатурист, художник комиксов, иллюстратор.
- 1925 — Мартин Родбелл (ум. 1998), американский биохимик и эндокринолог, лауреат Нобелевской премии по физиологии и медицине (1994).
- 1933
  - Джеймс Вулфенсон (ум. 2020), 9-й президент Всемирного банка (1995—2005).
  - Владимир Меланьин (ум. 1994), советский биатлонист, олимпийский чемпион (1964).
  - Лу Ролз (ум. 2006), американский певец (баритон), обладатель трёх премий «Грэмми».
- 1937 — Наум Клейман, советский и российский киновед, историк кино.
- 1940 — Ричард Прайор (ум. 2005), американский актёр, сценарист и продюсер, лауреат «Эмми», «Грэмми» и др. премий.
- 1944 — Даниэль Пеннак, французский писатель.
- 1945
  - Бетт Мидлер, американская актриса и певица, обладательница премий «Эмми», «Грэмми» и «Тони».
  - Геннадий Хазанов, актёр, артист разговорного жанра, юморист, народный артист РСФСР.
- 1946 — Ли Хо Джун, северокорейский стрелок из винтовки, олимпийский чемпион (1972).
- 1949
  - Анна Алёшина, советская гребчиха, бронзовый призёр Олимпийских игр 1976 года в Монреале.
  - Себастьян Пиньера (погиб 2024), чилийский миллиардер, экономист, инвестор и политический деятель. Президент Чили в (2010—2014 и 2018—2022).
  - Пабло Эскобар (убит в 1993), колумбийский наркобарон.
- 1951
  - Джако Пасториус (ум. 1987), американский джазовый бас-гитарист и композитор.
  - Трит Уильямс, американский актёр кино и телевидения, режиссёр, продюсер.
- 1952 — Стивен Полякофф, английский драматург, режиссёр и сценарист.
- 1956 — Амаяк Акопян, советский и российский иллюзионист, актёр, артист цирка, телеведущий.
- 1958 — Хавьер Агирре, мексиканский футболист и тренер.
- 1959 — Гарик Сукачёв, советский и российский рок-музыкант, лидер групп «Бригада С» (1986—1994) и «Неприкасаемые», актёр, режиссёр, композитор.
- 1960 — Кэрол Альт, американская модель и актриса.
- 1961
  - Джереми Нортэм, английский актёр театра, кино и телевидения.
  - Кристин Карла Кангалу, тринидадский политик, президент Тринидада и Тобаго.
- 1962 — Сильви Дэгль, канадская конькобежка и шорт-трекистка, олимпийская чемпионка 1992 года и многократная чемпионка мира в шорт-треке.
- 1963 — Натали Ламбер, канадская шорт-трекистка, олимпийская чемпионка (1992), многократная чемпионка мира.
- 1964
  - Карлос Альварадо-Ларруко, аргентинский и французский поэт, педагог и литературный критик.
  - Сальваторе Скиллачи (ум. 2024), итальянский футболист, бронзовый призёр чемпионата мира (1990).
- 1966
  - Эндрю Адамсон, новозеландский кинорежиссёр и продюсер.
  - Эдуар Бер, французский актёр, сценарист, режиссёр и продюсер.
  - Кэтрин Ланаса, американская актриса кино и телевидения, хореограф, бывшая балерина.
- 1969 — Дмитрий Марьянов (ум. 2017), советский и российский актёр театра и кино, телеведущий.
- 1970 — Сара Сильверман, американская актриса, сценарист и композитор.
- 1972 — Василий Васин, российский рок-музыкант, лидер группы «Кирпичи».
- 1975 — Ксения Громова, российская актриса театра и кино.
- 1977
  - Софи Гиймен, французская актриса и режиссёр.
  - Брэд Делсон, гитарист американской альтернативной рок-группы «Linkin Park».
- 1980 — Ким Юн Ми, южнокорейская шорт-трекистка, двукратная олимпийская чемпионка в эстафете, самая юная чемпионка в истории зимних Олимпийских игр во всех видах спорта.
- 1982
  - Риз Ахмед, английский актёр и рэпер.
  - Хасан Бароев, российский борец греко-римского стиля, олимпийский чемпион (2004).
- 1988
  - Тайлер Джозеф, американский музыкант, рэпер, автор песен, солист группы Twenty One Pilots.
  - Зои Кравиц, американская актриса, певица и модель.
  - Лим Сиван, южнокорейский актер и певец.
- 1990
  - Шанель Иман, американская супермодель.
  - Томаш Татар, словацкий хоккеист.
- 1991 — Сунь Ян, китайский пловец, трёхкратный олимпийский чемпион, 11-кратный чемпион мира.
- 1992 — Марко ван Гинкел, нидерландский футболист.
- 1994 — Айви Латимер, австралийская актриса кино и телевидения.
- 1996 — Зои Штрауб, австрийская певица, автор песен и актриса.
- 1998 — Марта Мартьянова, российская фехтовальщица на рапирах, олимпийская чемпионка (2020).

## Скончались

### До XIX века
- 1018 — Титмар Мерзебургский (р. 975), немецкий церковный деятель и хронист.
- 1521 — Лев X (в миру Джованни Медичи; р. 1475), 217-й папа римский (1513—1521).
- 1530 — Маргарита Австрийская (р. 1480), дочь императора Священной Римской империи Максимилиана I, штатгальтер Испанских Нидерландов (1507—1530).
- 1563 — Андреа Мельдолла, итальянский живописец и гравёр.

### XIX век
- 1825 — Александр I (р. 1777), российский император (1801—1825).
- 1825 — Елизавета Кульман (р. 1808), русская, немецкая и итальянская поэтесса и переводчица.
- 1866 — Джордж Эверест (р. 1790), британский географ и геодезист, в честь которого назвали измеренную им Джомолунгму, высочайшую вершину Земли.
- 1867 — митрополит Филарет (в миру Василий Дроздов; р. 1783), русский православный богослов, митрополит Московский и Коломенский (с 1826).
- 1900 — Сергей Коржинский (р. 1861), русский ботаник, глава Петербургского ботанического сада.

### XX век
- 1911 — Василий Максимов (р. 1844), русский художник-передвижник.
- 1913 — Юхо Лаллукка (р. 1852), финский предприниматель и меценат.
- 1934 — убит Сергей Киров (р. 1886), российский революционер, советский политический деятель.
- 1947
  - Алистер Кроули (р. 1875), английский поэт и оккультист, один из наиболее известных магов XIX—XX веков.
  - Годфри Харолд Харди (р. 1877), английский математик.
- 1964 — Джон Холдейн (р. 1892), английский биолог, популяризатор науки, один из основоположников синтетической теории эволюции.
- 1972 — Ип Ман (р. 1893), мастер китайских боевых искусств.
- 1973 — Давид Бен-Гурион (р. 1886), один из создателей современного государства Израиль.
- 1974 — Вадим Лашкарев (р. 1903), советский учёный-физик, академик АН УССР.
- 1978 — Петро Панч (наст. имя Пётр Панченко; р. 1891), украинский советский писатель.
- 1986 — Юрий Тимошенко (р. 1919), украинский советский эстрадный артист («Тарапунька»), юморист, киноактёр.
- 1987 — Джеймс Артур Болдуин (р. 1924), американский писатель-романист, публицист, драматург, общественный деятель.
- 1990 — Серджо Корбуччи (р. 1927), итальянский кинорежиссёр и сценарист.
- 1991 — Джордж Стиглер (р. 1911), американский экономист, лауреат Нобелевской премии (1982).
- 1993 — Алексей Румянцев (р. 1905), советский и российский экономист, социолог.
- 1994 — Вера Кузнецова (р. 1907), актриса театра и кино, заслуженная артистка РСФСР.
- 1997 — Стефан Граппелли (р. 1908), французский джазовый скрипач.
- 1999 — Евгений Дворжецкий (р. 1960), советский и российский актёр театра и кино, телеведущий.
- 2000 — Мария Скворцова (р. 1911), советская и российская актриса театра и кино, мастер эпизода.

### XXI век
- 2001 — Павел Садырин (р. 1942), советский футболист, российский футбольный тренер.
- 2004 — Бернард Липпе-Бистерфельдский (р. 1911), супруг королевы Нидерландов Юлианы, первый президент Всемирного фонда дикой природы.
- 2006 — Клод Жад (р. 1948), французская актриса.
- 2011 — Криста Вольф (р. 1929), немецкая писательница.
- 2019 — Марис Янсонс (р. 1943), латвийский и российский дирижёр, народный артист РСФСР.
- 2020 — Ирина Антонова (р. 1922), советский и российский искусствовед, директор (1961—2013) и президент (2013—2020) Государственного музея изобразительных искусств им. А. С. Пушкина.
- 2022 — Милен Демонжо (Мари-Элен Демонжо; р. 1935), французская актриса кино, телевидения и театра.

## Приметы
Платон и Роман.
Платон и Роман кажут зиму нам. Каков этот день, такой будет и зима.
Если с утра тепло — значит быть оттепелям в начале зимы, коли холод да вьюга в полдень — таковой будет и середина зимы, а если под вечер поднимется метель — то уход от нас зимы будет затяжной.
Если в день Романа и Платона девушка уколется иглой, значит, о ней парень вспоминает.
Согласно приметам, 1 декабря принято просить святых о богатстве. Для этого зажигают канделябр на три свечи и говорят: «Как свечи горят и пылают, так богатства ко мне прилипают».